# Mikola község
Mikola község (románul: Comuna Micula) község Szatmár megyében, Romániában. Központja Mikola, beosztott falvai Újberek, Újmikola.

## Népessége
A 2011-es népszámlálás adatai alapján a község népessége 3659 fő volt.